# دختر حومه‌شهر
دختر حومه‌شهر (به انگلیسی: Suburban Girl)، یک فیلم آمریکایی در ژانر کمدی رمانتیک به نویسندگی و کارگردانی مارک کلوین و محصول سال ۲۰۰۷ است. سارا میشل گلر، الک بالدوین، مگی گریس، جیمز ناتن و کریس کارمک ستارگان فیلم هستند. فیلم‌نامه این فیلم بر اساس دو داستان کوتاه به نام‌های «مرد قدیمی من» و «بدترین چیزی که می‌تواند دربارهٔ دختر حومه‌شهر تصور کنید» نوشته ملیسا بانک، به رشته تحریر درآمده است. دختر حومه‌شهر نخستین بار در تاریخ ۲۷ آوریل ۲۰۰۷ در جشنواره فیلم ترایبکا به روی پرده رفت. فیلم اکران گسترده نداشت و به صورت دی‌وی‌دی در تاریخ ۱۵ ژانویه ۲۰۰۸ در دسترس عموم قرار گرفت.
دختر حومه‌شهر با استقبال متوسطی از سوی منتقدان همراه بود.